# بوبی سو لوتر
بوبی سو لوتر (انگلیسی: Bobbi Sue Luther؛ زادهٔ ۲۷ اوت ۱۹۷۸) یک هنرپیشه، و مانکن (فرد) اهل ایالات متحده آمریکا است. وی از سال ۱۹۹۸ میلادی تاکنون مشغول فعالیت بوده‌است.

## گزیده فیلمشناسی
از فیلم‌ها یا برنامه‌های تلویزیونی که وی در آن نقش داشته‌است می‌توان به آثار زیر اشاره کرد.
- جودی مودی (۲۰۱۱)
- نابودگر: ماجراهای سارا کانر (۲۰۰۸)
- زیاد ذوق‌زده نشو (۲۰۰۵)
- دوس بیگالو: ژیگولوی اروپایی (۲۰۰۵)